# West Falmouth (Massachusetts)
West Falmouth é um lugar designado pelo censo localizado no condado de Barnstable no estado estadounidense de Massachusetts. No Censo de 2010 tinha uma população de 1.738 habitantes e uma densidade populacional de 154,16 pessoas por km².

## Geografia
West Falmouth encontra-se localizado nas coordenadas 41° 36′ 05″ N, 70° 38′ 22″ O. Segundo a Departamento do Censo dos Estados Unidos, West Falmouth tem uma superfície total de 11.27 km², da qual 7.97 km² correspondem a terra firme e (29.31%) 3.3 km² é água.

## Demografia
Segundo o censo de 2010, tinha 1.738 pessoas residindo em West Falmouth. A densidade populacional era de 154,16 hab./km². Dos 1.738 habitantes, West Falmouth estava composto pelo 96.2% brancos, o 1.32% eram afroamericanos, o 0.52% eram amerindios, o 0.86% eram asiáticos, o 0.06% eram insulares do Pacífico, o 0.63% eram de outras raças e o 0.4% pertenciam a duas ou mais raças. Do total da população o 2.01% eram hispanos ou latinos de qualquer raça.